# Miss World 1951
| Data:                | 29 lipca 1951                                          |
| Kraj:                | Wielka Brytania                                        |
| Miasto:              | Londyn                                                 |
| Gala finałowa:       | Lyceum Theatre                                         |
| Liczba uczestniczek: | 26 (5 zagranicznych, pozostałe 21 z Wielkiej Brytanii) |
| Zwyciężczyni:        | Kiki Håkansson, Szwecja                                |
| Poprzedniczka:       | –                                                      |
| Następczyni:         | May Louise Flodin, Szwecja                             |
| -------------------- | ------------------------------------------------------ |

Miss World 1951 – 1. edycja konkursu piękności Miss World, która odbyła się 29 lipca 1951 roku w Lyceum Theatre w Londynie. Uczestniczyło w nim 26 kobiet: 21 z Wielkiej Brytanii oraz 5 pozostałych spoza granic Zjednoczonego Królestwa. Walczyły one o tytuł Miss World. Zwyciężyła Kiki Håkansson ze Szwecji.

## Wyniki
| Wyniki finału   | Uczestniczka                             |
| --------------- | ---------------------------------------- |
| Miss World 1951 | - Szwecja – Kiki Håkansson               |
| 1. wicemiss     | - Wielka Brytania – Laura Ellison-Davies |
| 2. wicemiss     | - Wielka Brytania – Doreen Dawne         |
| 3. wicemiss     | - Holandia – Sabine Aime di Angelo       |
| 4. wicemiss     | - Wielka Brytania – Aileen Chase         |

## Uczestniczki

### Uczestniczki z zagranicy
- Dania – Lily Jacobson
- Francja – Jacqueline Lemoine
- Holandia – Sabine Aime di Angelo
- Stany Zjednoczone – Annette Gibson
- Szwecja – Kiki Håkansson

### Uczestniczki z Wielkiej Brytanii
- Pat Cameron
- Aileen P. Chase
- Fay Cotton
- Doreen Dawne
- Marlene Ann Dee
- Laura Ellison-Davies
- Brenda Mee
- Elayne Pryce
- Sidney Walker
- Nina Way
- Ann Rosemary West
- Nieznana
- Nieznana
- Nieznana
- Nieznana
- Nieznana
- Nieznana
- Nieznana
- Nieznana
- Nieznana
- Nieznana

## Notatki

### Nieznane nazwiska
- Nazwiska 10 uczestniczek z Brytanii zostały potwierdzone później.